# Port de Sant Miquel
El port de Sant Miquel és un coll a 867,3 m. alt. situat en el terme municipal de Tremp, a dins de l'antic terme de Fígols de Tremp.
Està situat a l'extrem de llevant del Serrat de l'Àliga i al nord-est del Mas de Faro. Hi passa la carretera C-1311 de Tremp al Pont de Montanyana, en el seu punt quilomètric 6,1.